# Eirado
Eirado ist eine Gemeinde (Freguesia) im zentralportugiesischen Kreis Aguiar da Beira. In ihr leben 181 Einwohner (Stand 19. April 2021).

## Bauwerke
- Capela de Nossa Senhora do Amparo
- Capela de Santo António
- Capela de São João Baptista
- Capela do Senhor do Castelinho
- Igreja de Nossa Senhora do Repouso